# Chantico

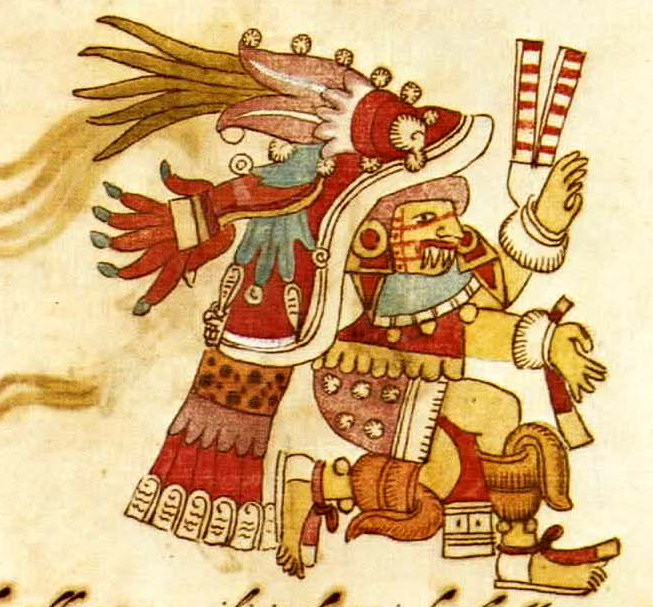
Ritratto di Chantico

Chantico ("colei che dimora nella casa"), nella mitologia azteca era la dea del fuoco, del focolare e dei vulcani. Interruppe un digiuno mangiando del pesce arrosto con paprica e fu trasformata in un cane dal dio del mais Tonacatecuhtli. Era moglie di Huehueteotl. Il suo nome deriva da "Chantli", che è un modo per dire "Casa" in Nahuatl (l'altro è "Calli").